# Polyommatus yildizae
Polyommatus yildizae är en fjärilsart som beskrevs av Ahmet Ömer Koçak 1977. Polyommatus yildizae ingår i släktet Polyommatus och familjen juvelvingar. Inga underarter finns listade i Catalogue of Life.